# Gordon Hayward
Gordon Daniel Hayward (Brownsburg, 23 marzo 1990) è un ex cestista statunitense, di ruolo ala piccola. Ha giocato a livello giovanile presso la Butler University per due stagioni dove ha guidato la sua squadra ad un secondo posto nel Torneo NCAA 2010. 
Selezionato con la scelta numero 9 al Draft 2010 dagli Utah Jazz, dal 2020 milita negli Charlotte Hornets.

## Carriera

### Inizi
Gordon ha frequentato la Brownsburg High School a Brownsburg. Durante il suo ultimo anno (2007-2008), Hayward ha portato Brownsburg alle finali della competizione tra high-school (private e pubbliche) dello stato dell'Indiana. Nella partita per il titolo (vinta contro Marion High School) è risultato essere uno dei migliori in campo. La media di Hayward si aggirò in questi anni sui 18,0 punti, 8,4 rimbalzi e 3,6 assist per partita.
Suo padre, Gordon Scott Hayward, è alto 1.78 m, come sua madre Jody. Pensando che il loro figlio sarebbe stato destinato ad avere un'altezza simile, suo padre, come ha affermato il giornalista sportivo Forde, "continuò a spingere suo figlio a migliorare la sua tecnica come guardia."
La prima apparizione di Gordon Hayward nelle pagine sportive non è stata però per il basket bensì per il tennis, insieme a sua sorella.

### Università
Hayward decise di tornare al basket anche grazie ad una sua inaspettata crescita in altezza. Scelse la Butler University per praticare ancora tennis e continuare il suo piano di studi in ingegneria informatica.
Nella sua prima stagione nell'ateneo viaggiò ad una ottima media di 13,1 punti e 6,5 rimbalzi a partita che permise ai Bulldogs di vincere la Horizon League. Durante l'estate fu selezionato dalla nazionale per partecipare al mondiale di pallacanestro Under-19 2009 ad Auckland in Nuova Zelanda dove venne inserito nel quintetto migliore del torneo.
Nella stagione NCAA 2009-2010 si distinse per essere tra i primi 5 giocatori collegiali per punti e rimbalzi realizzati nella Horizon League. Nella fase finale del torneo NCAA portò Butler in finale contro Duke University dove sbagliò un tiro allo scadere, da metà campo, che avrebbe garantito alla sua università la vittoria del torneo.

### Carriera nella NBA

#### Utah Jazz (2010–2017)

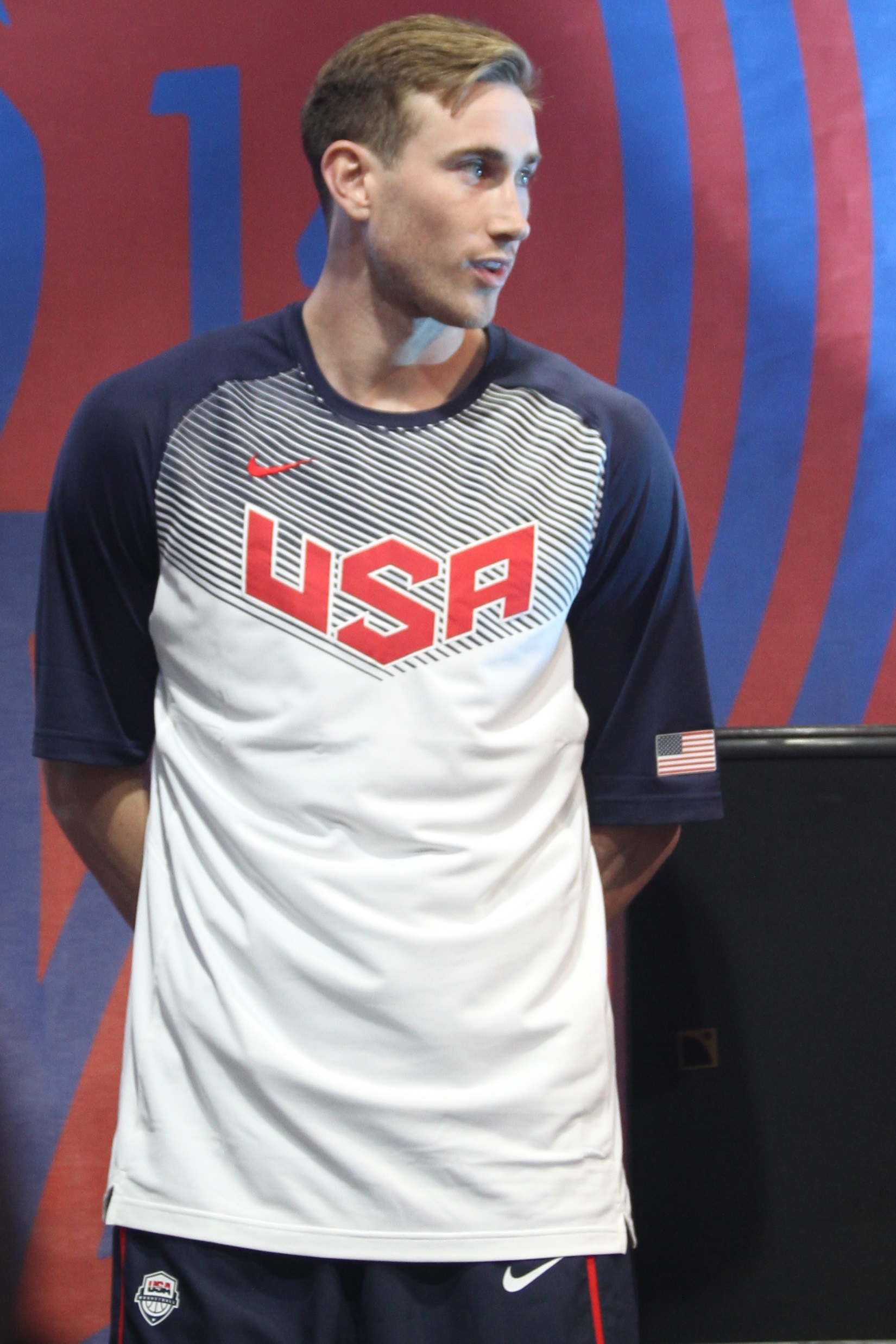
Gordon Hayward con USA Basketball

Gordon Hayward fu selezionato dagli Utah Jazz, con la nona scelta assoluta nel Draft NBA 2010.
Hayward giocò in 72 partite durante la sua rookie season con i Jazz, con una media di 5,4 punti per partita e tirando con il 47% da tre punti. Inizialmente giocò sporadicamente per i Jazz, ma cominciò ad accumulare più minuti verso il finire della stagione. Hayward si fece notare durante una sfida tra Utah Jazz e Los Angeles Lakers: concluse infatti la partita con 22 punti, 6 rimbalzi, 5 assist e la sua difesa obbligò Kobe Bryant ad una terribile performance. Finì la stagione con una prestazione da 34 punti nella vittoria per 107–103 contro Denver Nuggets il 13 aprile 2011.
L'8 febbraio 2012 Hayward venne selezionato per giocare nel 2012 Rising Stars Challenge per la squadra di Charles Barkley. Hayward firmò 14 punti e la sua squadra vinse la partita.
Dopo che i Jazz persero giocatori come Paul Millsap e Al Jefferson, Hayward emerse come la nuova "minaccia" offensiva, collezionando ottime prestazioni nonostante un pessimo inizio della stagione 2013-2014. Il 7 gennaio 2014 Hayward migliorò il suo career-high a 37 punti nella vittoria contro gli Oklahoma City Thunder.
Dopo la stagione 2013-2014 Hayward diventò un restricted free agent e il 10 luglio 2014 ricevette una proposta di 63 milioni di dollari dai Charlotte Hornets, ma i Jazz confermarono la loro intenzione di tenere Hayward. Nella stagione 2016-2017, sotto la guida di Quin Snyder i Jazz tornarono ai playoff da quinti a ovest dove affrontarono i Los Angeles Clippers arrivati quarti a pari merito con 51 vittorie e 31 sconfitte ma con gli scontri diretti a favore. Il 22 aprile 2017 Hayward segnò il proprio career-high di 40 punti nella sconfitta per 106–111 contro Los Angeles Clippers in gara-3 di playoffs. Alla fine della serie prevalsero i Jazz che eliminarono i Clippers per 4-3 e andarono al secondo turno perdendo 4-0 contro i Golden State Warriors.

#### Boston Celtics (2017-2020)
Il 4 luglio 2017 Hayward raggiunge un accordo con i Boston Celtics per 128 milioni di dollari in 4 anni. Debutta in maglia Celtics il 17 ottobre 2017 ma, dopo appena 5’15’’, durante un alley-oop di Kyrie Irving, atterra male fratturandosi la tibia sinistra.
La stagione 2018-2019 è caratterizzata da prestazioni deludenti mentre nella stagione successiva 2019-2020 stava viaggiando a più di 20 punti a partita (segnando anche il suo career high di 40 punti contro i Cleveland Cavaliers) quando si rompe la mano sinistra in uno scontro con LaMarcus Aldridge nella partita del 9 novembre 2019 contro i San Antonio Spurs.

#### Charlotte Hornets (2020-)
Nella free agency del 2020 Hayward dopo aver rifiutato una player option da $34M lascia i Boston Celtics e firma un contratto di 4 anni da 120 milioni di dollari con gli Charlotte Hornets. Il 7 gennaio 2021 fa registrare il suo nuovo career-high, segnando 44 punti nella partita vinta 102-94 contro gli Atlanta Hawks.

## Statistiche
| * | Primo nella lega |
| * | Record           |

### NCAA
| Anno      | Squadra         | PG | PT | MP   | TC%  | 3P%  | TL%  | RP  | AP  | PRP | SP  | PP   |
| --------- | --------------- | -- | -- | ---- | ---- | ---- | ---- | --- | --- | --- | --- | ---- |
| 2008-2009 | Butler Bulldogs | 32 | 32 | 32,7 | 47,9 | 44,8 | 81,5 | 6,4 | 1,9 | 1,5 | 0,9 | 13,1 |
| 2009-2010 | Butler Bulldogs | 37 | 37 | 33,5 | 46,4 | 29,4 | 82,9 | 8,2 | 1,7 | 1,1 | 0,8 | 15,5 |
| Carriera  | Carriera        | 69 | 69 | 33,1 | 47,0 | 36,9 | 82,4 | 7,4 | 1,8 | 1,3 | 0,9 | 14,4 |

#### Massimi in carriera
- Massimo di punti: 27 vs Davidson (21 febbraio 2009)[19]
- Massimo di rimbalzi: 17 vs Youngstown State (11 febbraio 2010)
- Massimo di assist: 5 vs Valparaiso (5 dicembre 2009)
- Massimo di palle rubate: 4 vs Wisconsin-Milwaukee (24 gennaio 2009)
- Massimo di stoppate: 4 vs Xavier (23 dicembre 2008)
- Massimo di minuti giocati: 40 (3 volte)

### NBA

#### Regular Season
| Anno      | Squadra           | PG  | PT  | MP   | TC%  | 3P%  | TL%  | RP  | AP  | PRP | SP  | PP   |
| --------- | ----------------- | --- | --- | ---- | ---- | ---- | ---- | --- | --- | --- | --- | ---- |
| 2010-2011 | Utah Jazz         | 72  | 17  | 16,9 | 48,5 | 47,3 | 71,1 | 1,9 | 1,1 | 0,4 | 0,3 | 5,4  |
| 2011-2012 | Utah Jazz         | 66  | 58  | 30,5 | 45,6 | 34,6 | 83,2 | 3,5 | 3,1 | 0,8 | 0,6 | 11,8 |
| 2012-2013 | Utah Jazz         | 72  | 27  | 29,2 | 43,5 | 41,5 | 82,7 | 3,1 | 3,0 | 0,8 | 0,5 | 14,1 |
| 2013-2014 | Utah Jazz         | 77  | 77  | 36,4 | 41,3 | 30,4 | 81,6 | 5,1 | 5,2 | 1,4 | 0,5 | 16,2 |
| 2014-2015 | Utah Jazz         | 76  | 76  | 34,4 | 44,5 | 36,4 | 81,2 | 4,9 | 4,1 | 1,4 | 0,4 | 19,3 |
| 2015-2016 | Utah Jazz         | 80  | 80  | 36,2 | 43,3 | 34,9 | 82,4 | 5,0 | 3,7 | 1,2 | 0,3 | 19,7 |
| 2016-2017 | Utah Jazz         | 73  | 73  | 34,5 | 47,1 | 39,8 | 84,4 | 5,4 | 3,5 | 1,0 | 0,3 | 21,9 |
| 2017-2018 | Boston Celtics    | 1   | 1   | 5,0  | 50,0 | 0,0  | -    | 1,0 | 0,0 | 0,0 | 0,0 | 2,0  |
| 2018-2019 | Boston Celtics    | 72  | 18  | 25,6 | 46,6 | 33,3 | 83,4 | 4,5 | 3,4 | 0,9 | 0,3 | 11,5 |
| 2019-2020 | Boston Celtics    | 52  | 52  | 33,5 | 50,0 | 38,3 | 85,5 | 6,7 | 4,1 | 0,7 | 0,4 | 17,5 |
| 2020-2021 | Charlotte Hornets | 44  | 44  | 34,0 | 47,3 | 41,5 | 84,3 | 5,9 | 4,1 | 1,2 | 0,3 | 19,6 |
| 2021-2022 | Charlotte Hornets | 49  | 48  | 31,9 | 45,9 | 39,1 | 84,6 | 4,6 | 3,6 | 1,0 | 0,4 | 15,9 |
| 2022-2023 | Charlotte Hornets | 50  | 50  | 31,5 | 47,5 | 32,5 | 81,1 | 4,3 | 4,1 | 0,8 | 0,2 | 14,7 |
| 2023-2024 | Charlotte Hornets | 25  | 25  | 31,9 | 46,8 | 36,1 | 76,5 | 4,7 | 4,6 | 1,1 | 0,5 | 14,5 |
| 2023-2024 | Oklahoma Thunder  | 26  | 3   | 17,2 | 45,3 | 51,7 | 69,2 | 2,5 | 1,6 | 0,5 | 0,0 | 5,3  |
| Carriera  | Carriera          | 835 | 649 | 30,7 | 45,5 | 37,0 | 82,2 | 4,4 | 3,5 | 1,0 | 0,4 | 15,2 |
| All-Star  | All-Star          | 1   | 0   | 17,3 | 57,1 | 0,0  | -    | 1,0 | 2,0 | 4,0 | 0,0 | 8,0  |

#### Play-off
| Anno     | Squadra          | PG | PT | MP   | TC%  | 3P%  | TL%   | RP  | AP  | PRP | SP  | PP   |
| -------- | ---------------- | -- | -- | ---- | ---- | ---- | ----- | --- | --- | --- | --- | ---- |
| 2012     | Utah Jazz        | 4  | 4  | 30,6 | 18,2 | 8,3  | 100*  | 2,8 | 3,0 | 0,8 | 0,0 | 7,3  |
| 2017     | Utah Jazz        | 11 | 11 | 37,3 | 44,1 | 41,2 | 93,4  | 6,1 | 3,4 | 0,9 | 0,3 | 24,1 |
| 2019     | Boston Celtics   | 9  | 0  | 29,7 | 41,4 | 37,5 | 100*  | 3,7 | 2,4 | 0,7 | 0,3 | 9,6  |
| 2020     | Boston Celtics   | 5  | 1  | 31,4 | 40,0 | 29,2 | 87,5  | 4,0 | 2,8 | 1,4 | 0,4 | 10,8 |
| 2024     | Oklahoma Thunder | 7  | 0  | 6,6  | 0,0  | -    | -     | 1,9 | 0,4 | 0,1 | 0,1 | 0,0  |
| Carriera | Carriera         | 36 | 16 | 27,9 | 40,1 | 35,2 | 95,0* | 4,1 | 2,4 | 0,8 | 0,3 | 12,1 |

#### Massimi in carriera
- Massimo di punti: 44 vs Atlanta Hawks (6 gennaio 2021)[20]
- Massimo di rimbalzi: 15 vs Golden State Warriors (30 gennaio 2015)
- Massimo di assist: 12 vs Chicago Bulls (25 novembre 2013)
- Massimo di palle rubate: 5 vs Minnesota Timberwolves (3 marzo 2021)
- Massimo di stoppate: 4 (2 volte)
- Massimo di minuti giocati: 57 vs Atlanta Hawks (25 marzo 2012)

## Palmarès
- Convocazioni per l'All-Star Game: 1

2017